# Vale do Juruá
Vale do Juruá è una mesoregione dello Stato dell'Acre in Brasile.

## Microregioni
È suddivisa in due microregioni:
- Cruzeiro do Sul
- Tarauacá